# Les hortensias bleus

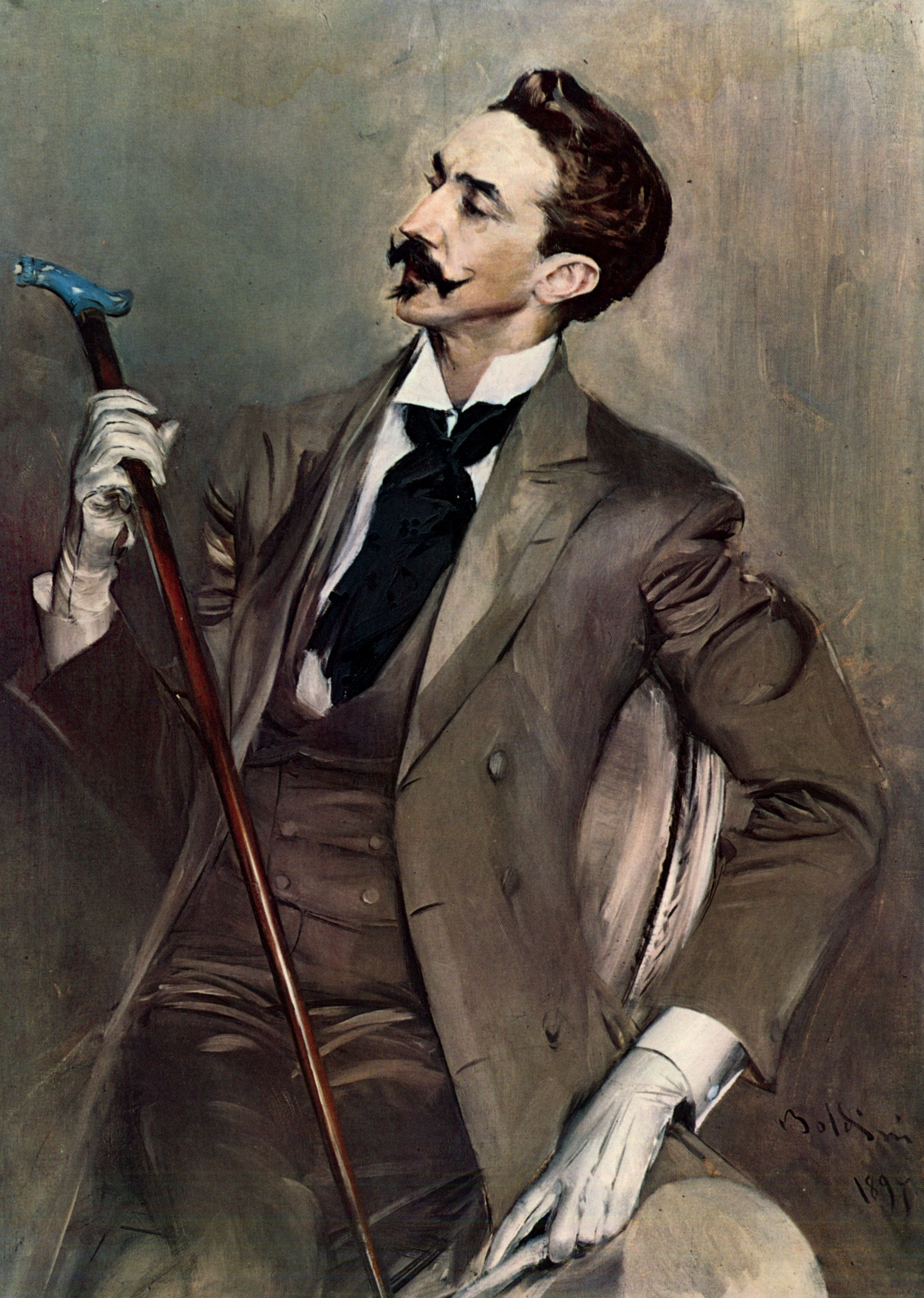
Robert de Montesquiou, retrato por Giovanni Boldini, Paris, Musée d'Orsay.

Les Hortensias bleus (As Hortênsias azuis) é o título da quarta coleção de poemas de Robert de Montesquiou, publicado em 1896.
Apesar de ter sido escrita antes dos Les Chauve-Souris (Os Morcegos) (1892), ela foi publicada anos depois do seu livro de estréia. Montesquiou acrescentou na folha de rosto do livro uma epígrafe de duas linhas retiradas de um poema do escritor francês Gérard de Nerval (1808-1855) chamado Myrtho (Myrtus), que faz parte de uma pequena porém importante coletânea poética pelo mesmo, Les Chimères
(As Quimeras) (1853). Este é a segunda obra poética de Montesquiou mais lembrada.